# 26548 Joykutty
26548 Joykutty este un asteroid din centura principală de asteroizi.

## Descriere
26548 Joykutty este un asteroid din centura principală de asteroizi. A fost descoperit pe 29 februarie 2000 la Socorro, New Mexico, în cadrul proiectului LINEAR. Asteroidul prezintă o orbită caracterizată de o semiaxă mare de 3,03 ua, o excentricitate de 0,02 și o înclinație de 7,6° în raport cu ecliptica.